# Diou (Allier)
Diou è un comune francese di 1 534 abitanti situato nel dipartimento dell'Allier della regione dell'Alvernia-Rodano-Alpi.
Nel suo territorio il fiume Besbre confluisce nella Loira.

## Società

### Evoluzione demografica
Abitanti censiti